# 紗月
紗月（さつき、1994年7月25日 - ）は、日本の元芸妓。大阪府藤井寺市出身。祇園甲部組合所属であった。
2013年から7年連続で売花奨励賞1等賞を獲得。テレビ番組への出演に加え、雑誌やCMのモデルとしても活躍していた。

## 来歴
1994年7月25日、大阪府藤井寺市生まれ。母親の影響で小さい頃から着物好きだった。
2007年、中学1年の時、父親に見せられた海浜留学の新聞記事をきっかけに、1年間北海道の利尻島に留学。
当初はホームシックで泣いていたが、里親そして学校の人々の優しさで次第に楽しい生活を送ることができた。親から離れ生活したこの経験が、舞妓を目指す大きな自信となる。
中学2年に大阪へ戻ってテレビのドキュメンタリーで舞妓のことを知り、母親と祇園を訪れる。お座敷に向かう芸舞妓の美しさ、伝統的な着物を間近に見て、「私もこれになりたい！」と決心。中学校を卒業して「せめて高校を出てからにしなさい」との父親の反対を押し切って、偶然通りかかった人に屋形「つる居」を紹介してもらう。
2010年4月、祇園甲部屋形「つる居」で仕込みさんとなり、上下関係が厳しく、携帯電話使用も禁止の生活を送りつつ、京言葉や舞、茶道などを学ぶ。
2011年2月28日、お見世出し(舞妓としてデビュー)。同日に姉舞妓紗矢佳が襟替え、紗月がお見世出しというダブル行事は祇園甲部では23年ぶりの出来事だった。4月、J:COMチャンネル「恋舞妓の京都慕情」に姉舞妓杏佳とのペアでレギュラーデビュー。
2013年に年間売り上げトップの芸舞妓に贈られる「売花奨励賞1等賞」を受賞。
2015年2月23日、襟替えを行い芸妓へ。
2017年、自前芸妓として独立した後も、2019年まで合計7年間連続売り上げトップの座を守り抜く。
その実績、おっとりするが決断が速く男前の性格をかわれ、2019年からの2年間、タイ国政府観光庁大阪事務所の観光誘致ポスターのモデルに起用される。また、1年間20回以上のロケを経て芸妓としての紗月を描くNHK BSドキュメンタリー番組「京都・祇園 紗月の四季」が完成、2020年3月にNHK国際版、NHK4K版、そしてNHKBSプレミアムにて放送。
コロナ禍の中、京都の芸妓として何をなすべきか、立ち上げた公式インスタグラムで国内外のフォロワーと交流をしながら奮闘した。
2021年10月に引祝、11月1日に挨拶回りを行い、寿引退した。

### 主な活動
2011年4月、J:COMチャンネル「恋舞妓の京都慕情」姉舞妓 杏佳とのペアでレギュラーデビュー。
2011年5月、「美しいキモノ」2011年夏号にお見世出しの様子とともにグラビア掲載される。
2011年9月25日、ムーブ21 (大阪府守口市生涯学習情報センター)にて、杏佳・紗月による「恋舞妓トーク&ライブ」が開催。
2011年11月6日、京都伝統工芸館にて、杏佳・紗月による「第1回恋舞妓ファンミーティング」が開催。 (J:COMチャンネル「恋舞妓の京都慕情」2011年12月前半回に放送)
2012年10月7日、京都国際ホテルにて、杏佳・紗月による「恋舞妓のランチミーティング」が開催。 (J:COMチャンネル「恋舞妓の京都慕情」2012年12月後半回に放送)
2013年11月23日、ホテル日航プリンセス京都にて、紗月・紗千穂、ゲストに紗矢佳、杏佳で「恋舞妓のランチミーティング2」が開催。(J:COMチャンネル「恋舞妓の京都慕情」2014年1月前後半回に放送)
2014年8月9日、ホテルハトヤ瑞鳳閣にて、紗月・茉利佳による「恋舞妓ファンミーティング」が開催。(「恋舞妓の京都慕情」2014年9月前後半回に放送)
2015年1月17日、ホテルグランビア京都にて、紗月・茉利佳による「恋舞妓ファンミーティング2」が開催 (番組収録)、 紗月が番組「恋舞妓の京都慕情」の卒業を発表。180人が参加。(J:COMチャンネル「恋舞妓の京都慕情」2015年3月前後半回に放送)
2015年3月、J:COMチャンネル「恋舞妓の京都慕情」番組卒業。
2015年5月、「美しいキモノ」2015年夏号に襟替えの様子とともにグラビア掲載される。
2015年7月19日、ホテルグランビア京都にて、茉利佳・佳つ扇による「恋舞妓ファンミーティング2015夏」に姉芸妓 紗矢佳とゲスト出演。(J:COMチャンネル「恋舞妓の京都慕情」2015年9月前後半回に放送)
2015年4月、J:COMチャンネル「ジャポニカTV」放送開始。司会TKO木本武宏のアシスタントとして出演。（2019年12月、#111にて卒業）
2016年7月、フランス パリ・ノールヴィルパントで開催された「Japan Expo 2016」に茉利佳とともに京都市の代表として招待され、会場のサクラステージで京舞を披露。
同年同月31日、都ホテル 京都八条にて、茉利佳・佳つ扇・美月による「恋舞妓ファンミーティング2016夏」にゲスト出演 。 (J:COMチャンネル「恋舞妓の京都慕情」2016年9月前後半回に放送)「恋舞妓おふぃしゃるふぁんさいと」とともに紗月が発信するインスタグラムを開始したことを発表する。
2018年2月25日、ホテルグランビア京都にて、茉利佳・佳つ扇・美月による「恋舞妓ファンミーティング2018」に舞妓デビュー前の見習い あす佳とゲスト出演。 (J:COMチャンネル「恋舞妓の京都慕情」2018年4月前後半回に放送) 
2018年6月、プーケット国際マラソン挑戦。豪雨の中、見事ハーフマラソン完走。 (J:COMチャンネル「恋舞妓の京都慕情」８月後半回に放送) 。
2018年9月、雑誌「フライデー」に特集ページ掲載。
2019年1月、タイ国政府観光庁大阪事務所の下で「芸妓紗月と行く古都チェンマイツアー」を展開、日本から約20名が参加。朝日新聞記事・「祇園甲部のトップ芸妓、花街とプライベートを語る」に紗月は、この時の和気藹々とした撮影会の様子を振り返っている。タイ国への観光誘致ポスター起用記念として、現地での撮影、観光地巡りの模様はJ:COMチャンネル「恋舞妓の京都慕情」3月前後半回で放送。
同年同月、けいはんなプラザホテルで開催されたイベント「京文化・学びの集い」技芸文化の歴史や生活の紹介や京舞披露などを約100名の参加者で開催。
2019年2月、雑誌「美しいキモノ」2019年春号の付録冊子「祇園甲部 芸舞妓の四季暦」で、装いと8年間の芸舞妓生活について特集される。
2019年4月、タイ国政府観光庁の観光誘致のモデルとして起用されたポスターが公開（2021年3月まで）。とりわけ大きな象牙を持つ象とともに色紋付き姿で撮影されたポスターが話題を呼ぶ。
2019年5月、「恋舞妓 初夏・庭園の宴」開催。地震、台風によって大きな被害を受けた八幡市松花堂庭園の復興支援を目指したイベントに、紗月・茉利佳・美月・あす佳が参加し、野外で京舞や野点をおこなった後、国内外からの参加者約50名とトークショーで交流。 (J:COMチャンネル「恋舞妓の京都慕情」６月前後半回に放送) 
2019年10月14日、「日･タイ･カルチャー･フェア in 京都 2019」にトークショー出演、京舞披露。
2019年10月27日、「ツーリズムEXPOジャパン 2019 大阪・関西」タイ国政府観光庁ブースにてトークショー出演。
2020年3月28日、NHK BSドキュメンタリー番組「京都・祇園 紗月の四季」放送。（その後、5月23日、NHK-BSプレミアムにて再放送）なお、この番組の撮影は2019年4月9日桜満開の鴨川沿いを歩くシーンから始まり、その後祇園祭、八朔、紅葉など京都の四季を撮影し、延べ20回を超えるロケを行った。また、その後も再放送が数回行われている。
2020年9月、熊本県合志市クリエイター塾の特別講師として登壇「人に好きになってもらうには」をテーマに東京の株式会社ロボットからオンラインにて生配信。紗月はこの時、「好きになってもらうために意図的にやっていることは少ないけれど、自分に自信を持ち、人にパワーを与えられる人になる。という事だけは常に心がけている」と述べ、初めて芸妓さんとオンラインで話す学生さんと対話をした。
2020年10月5日発売「週刊ポスト」に「京都の新しいおもてなし」「コロナ禍のお座敷事情」取材記事掲載。
2020年10月21日、朝日新聞に京都文化博物館にて開催中の特別展「舞妓モダン」のインタビューでは、岡本神草（しんそう）さんの「口紅」の絵に、化粧を塗る芸舞妓たちの楽屋にも似た光景があると感想を述べ、現役芸妓ならではの視点を披露。
2020年12月20日から開催の「2020京都環境フェスティバル」のWeb映像配信コンテンツ「京都から考えるSDGｓ」にゲスト出演し、芸妓の日常の中のエコライフを語る。進行役はアルファステーションの川原ちかよさん。
2021年1月放送 日本ケーブルテレビ連盟 J:COM制作「彩JAPAN 第7回 (京都) 京を彩る"赤"の流儀」に出演。